# Trugelrode (Neustadt (Hessen))
Koordinaten: 50° 51′ 10″ N, 9° 3′ 58″ O
Trugelrode (auch Trugelnrode) ist eine Wüstung im Westen der Gemarkung von Neustadt im mittelhessischen Landkreis Marburg-Biedenkopf. Sie liegt auf 330 m Höhe über NHN etwa halbwegs zwischen Neustadt und Erksdorf an einem nach Süden auslaufenden, bewaldeten Hang. Der Ort erfuhr – mit der etwa 200 m weiter südlich gelegenen kleinen Burg Trugelrode – um 1248 erstmals urkundliche Erwähnung und fiel wohl um 1400 wüst. Der Flurname „Drillrod“ erinnert an die verschwundene Siedlung.

## Geschichte

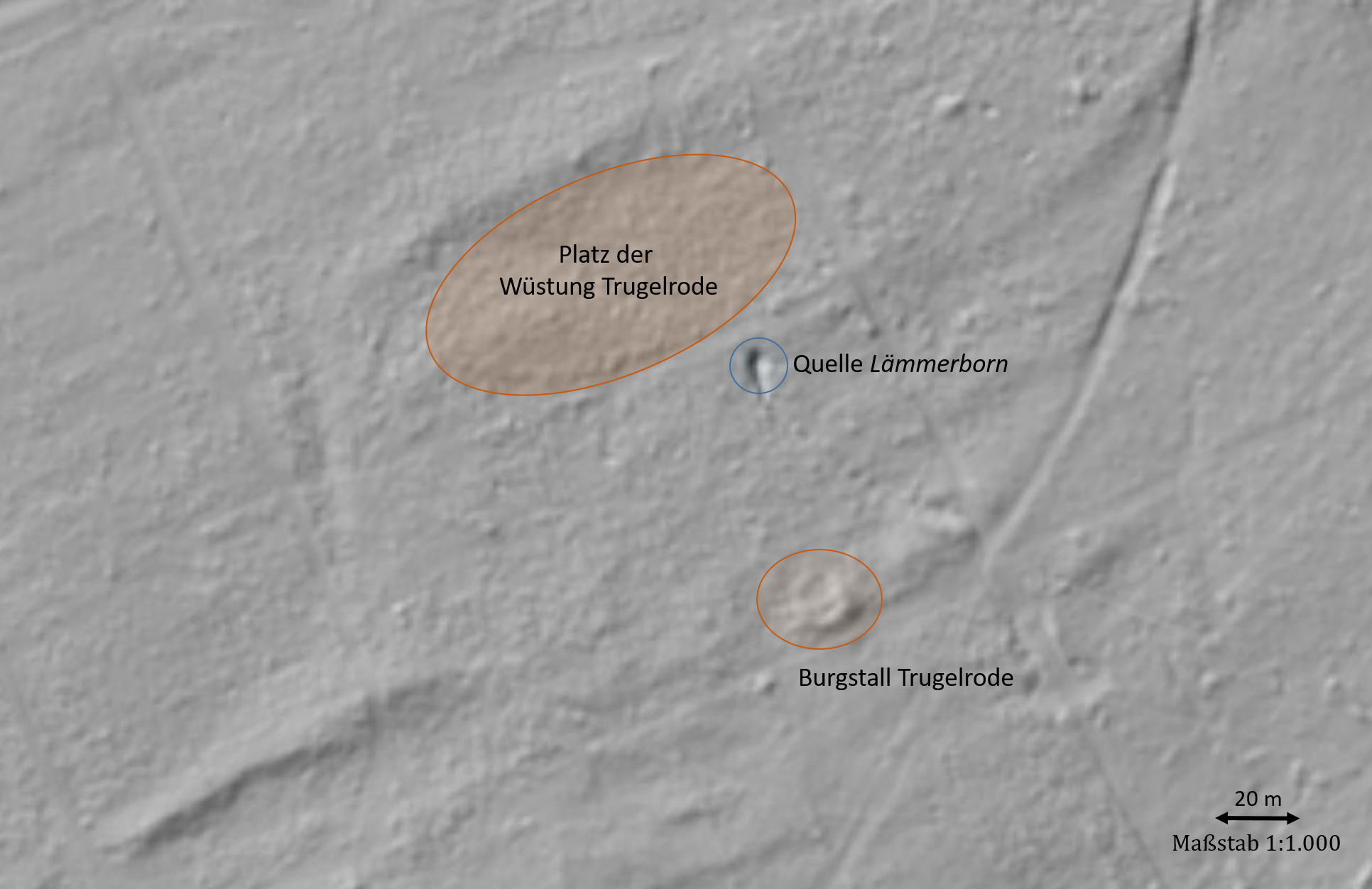
Lage von Burg und Siedlung Trugelrode

Die Geschichte des kleinen Orts ist bis etwa 1400 untrennbar mit der Geschichte der Burg Trugelrode verbunden, einer von den Herren von Trugelnrode, Ziegenhainer und später Kurmainzer Ministerialen, erbauten und bewohnten Kemenate. Burg und Ort waren spätestens ab 1294 kurmainzischer Besitz, als Graf Engelbert I. von Ziegenhain Burg, Stadt und Amt Neustadt an Kurmainz verkaufte. Der mainzisch Zehnte in Trugelrode war 1248 an den Ritter Konrad von Marburg verpfändet, später an den Neustädter Burgmann Heinrich von Romrod und ab 1361 an die Herren von Löwenstein-Westerburg. Im Jahre 1373 bestimmten die Brüder Albrecht, Kanoniker zu Kappel, und Johann von Trugelnrode aus ihrem Güterbesitz in Trugelrode 12 Morgen Land zum Bau einer dortigen Kapelle. Ob es noch zu diesem Bau kam, ist ungewiss, denn schon 1375 verpfändete Johann von Trugelnrode den Hof und das Dorf Trugelrode für 300 Gulden an Gerlach von Wahlen; wahrscheinlich zog er an einen anderen Ort. Das Geschlecht derer von Trugelnrode starb im Jahre 1459 mit Otto von Trugelnrode im Mannesstamm aus. Schon im Jahre 1400 wurde der Ort Trugelrode als wüst bezeichnet, und auch die kleine Burg dürfte sich zu dieser Zeit bereits im Verfall befunden haben.
Im Jahre 1477 kam die Wüstung Trugelrode mit der von Landgraf Heinrich III. an seinen Hofmeister Hans von Dörnberg (1427–1506) verpfändeten Stadt Neustadt an letzteren. Es folgten Streitigkeiten über die Nutzungsrechte bis 1832. 1560 wurde bei einem Vergleich über den Zehnten des einstigen Dorfes bestimmt, dass fortan die dort verlaufende Heerstraße die Grenze zwischen Kurmainzer und Dörnberger Gebiet bilden sollte. Die Feldmark des aufgegebenen Dorfs war mehrheitlich Gehölz und sollte denen von Dörnberg als Eigentum belassen werden, jedoch sollte den mainzischen Untertanen ihr Huterecht unverkürzt bleiben. So wurde der Wald von den Einwohnern der huteberechtigten Gemeinden Neustadt und Momberg als Hutewald genutzt. Als die Herren von Dörnberg erste Rodungsversuche unternahmen, verbot das mainzische Oberamt Amöneburg am 14. Juni 1732 den dörnbergischen Hofleuten bei 50 Talern Strafe, weiterhin im dortigen Wald zu roden und dadurch die zur Hute berechtigten Gemeinden Neustadt und Momberg zu schädigen. Das bereits gerodete Land sollte wieder unbebaut bleiben. Anfang des 19. Jahrhunderts war der Trugelroder Wald größtenteils zur bloßen Hute herabgesunken. 1832 bestand er noch aus einem 60 Hektar umfassenden Teil, der an den Neustädter Wald „die Buchen“ grenzte und als Koppelhute für Neustadt und Momberg diente, und einem wesentlich kleineren, nur 4,87 ha großen Teilstück, wo die Einwohner von Neustadt, Momberg und Erksdorf Huterechte hatten. Am 12. April 1832 einigten sich die Stadt Neustadt und die Herren von Dörnberg vertraglich dahingehend, dass die Hute abgelöst und der Grund und Boden zwischen beiden geteilt wurde. Danach begann eine teilweise Wiederaufforstung.